# Ziarnojadek czarnobrzuchy
Ziarnojadek czarnobrzuchy (Sporophila melanogaster) – gatunek małego ptaka z rodziny tanagrowatych (Thraupidae). Występuje endemicznie w południowo-wschodniej części Brazylii. Gatunek bliski zagrożenia.

## Systematyka
Gatunek ten jako pierwszy opisał August von Pelzeln w 1870 roku. Nie wyróżnia się podgatunków.

## Morfologia
Niewielki ptak o długości ciała około 10 cm i masie 8–10,5 g, silnym dziobie i czarnych oczach. Samce są szare na grzbiecie i czarne na brzuchu. Samice mają oliwkowo-brązowy grzbiet ciała, a spód płowożółty.

## Występowanie i środowisko
Ziarnojadek czarnobrzuchy występuje lokalnie do wysokości 1000 m n.p.m. Obecnie znany jest ze stanowisk tylko w południowo-wschodniej Brazylii – na wschodzie stanu Santa Catarina i północnym wschodzie stanu Rio Grande do Sul. Jego głównym habitatem są rozległe łąki i mokradła. Jest gatunkiem migrującym. Migruje na północ w okresie od lutego–marca do października–grudnia, jego zasięg rozciąga się wtedy po środkową część stanu Goiás i zachodnią część stanu Minas Gerais.

## Rozród
Sezon lęgowy trwa od początku listopada do końca marca, ze szczytem od końca listopada do początku stycznia. W przypadku niepowodzenia lęgu para może podjąć kolejne próby gniazdowania. Budową gniazda zajmuje się samica. Ma ono formę płytkiego koszyczka zbudowanego z kawałków suchych traw i włókien roślinnych połączonych pajęczynami. Umieszczone jest na roślinach zielnych lub krzewach (najczęściej Ludwigia sericea z rodziny wiesiołkowatych) na wysokości 15–60 cm nad ziemią. W zniesieniu zwykle 2 (rzadko 1 lub 3) jaja kształtu jajowatego, o kolorze od białego po beżowy z nieregularnym brązowawo-fioletowym lub żółtawym plamkowaniem. Średni rozmiar jaj to 17,5×12,2 mm. Pisklęta pozostają w gnieździe przez około 9 dni. Gdy wyklują się 3 młode, etapu podlota dożywa tylko 1 lub 2. Sukces lęgowy nie przekracza 25%. Główną przyczyną niepowodzenia lęgów jest drapieżnictwo.

## Pożywienie
Żywi się nasionami traw (Poaceae), turzycowatych (Cyperaceae) i sitowatych (Juncaceae). Pisklęta są karmione nasionami, ale też drobnymi stawonogami. Dorosłe osobniki sporadycznie przeszukują pajęcze sieci w poszukiwaniu drobnych stawonogów bądź chwytają w locie termity.

## Status i ochrona
W Czerwonej księdze gatunków zagrożonych IUCN ziarnojadek czarnobrzuchy klasyfikowany jest jako gatunek bliski zagrożenia (NT, Near Threatened) nieprzerwanie od 1988 roku. Ptak ten opisywany jest jako lokalnie pospolity. Liczebność populacji w 2018 roku szacowano na 2500–9999 dorosłych osobników. Szacuje się, że populacja maleje z powodu zawężania się i zanikania jego naturalnego siedliska oraz wyłapywania w celach handlu ptakami.
Według BirdLife International gatunek ten występuje w 9 ostojach ptaków IBA, w tym w Parku Narodowym Serra da Canastra i stacji ekologicznej Itirapina.